# Chiesa di San Bartolomeo a Montecurliano
La chiesa di San Bartolomeo a Montecurliano era un edificio religioso situato nel comune di Grosseto. La sua ubicazione era nella parte nord-orientale del territorio comunale, tra l'antica città di Roselle e il Poggio di Moscona.
Di origini medievali, la chiesa fu quasi sicuramente edificata durante il XII secolo nell'area dell'insediamento fortificato di Montecurliano, che assieme al non lontano Tino di Moscona era stato scelto come possibile luogo in cui sarebbe dovuta essere ricostruita la città di Grosseto (progetto degli Aldobrandeschi mai realizzato). L'edificio religioso viene citato per la prima volta in una bolla papale datata 1188, anno in cui già rientrava nella nuova diocesi di Grosseto. Il luogo di culto è citato successivamente anche nelle Rationes Decimarum del tardo Duecento e degli inizi del Trecento. Tuttavia, in epoca Quattrocentesca l'intero insediamento castellano fu abbandonato, e da lì a poco anche la chiesa cessò definitivamente le sue funzioni andando incontro ad un inesorabile e rapido degrado.
Della chiesa di Santa Lucia a Roselle, di cui si sono perse completamente le tracce, è stata individuata approssimativamente l'area in cui sorgeva, assieme al perduto insediamento castellano: il luogo di culto si trovava nell'area collinare compresa tra il Tino di Moscona e l'insediamento fortificato altomedievale che includeva l'antica cattedrale, la residenza vescovile e la perduta chiesa di Santa Lucia.